# Russi Taylor
Russell Taylor (Cambridge, 4 de maio de 1944 — Glendale, 26 de julho de 2019) foi uma atriz e dubladora estadunidense que interpretou muitos personagens ao longo de sua carreira. Ela foi a dubladora da Minnie Mouse da Disney de 1986 até sua morte em 2019.

## Biografia
Taylor nasceu em 4 de maio de 1944 em Cambridge, Massachusetts. Ela dublou Huguinho, Zezinho e Luisinho e Webby Vanderquack na série de televisão DuckTales, o videogame Donald Duck: Goin 'Quackers e em outras aparições, como nos filmes de natal de Mickey's Once Upon a Christmas e Mickey's Twice Upon a Christmas. Nas aparições em que os três patos aparecem com mais idade, como no Mickey Mouse Works e no House of Mouse, Tony Anselmo, a voz de Pato Donald, reprisa o papel de Taylor como dublador. 
Taylor fornece as vozes de numerosos personagens da série animada Os Simpsons, incluindo o nerd da quarta série Martin Prince, as gêmeas de cabelos roxos Sherri e Terri e o estudante de intercâmbio alemão Üter. Em certas ocasiões, ela dublou o amigo de Martin, Wendell. 
Ela era a voz original de Strawberry Shortcake (Moranguinho, no Brasil) nos seis especiais de televisão dos anos 1980. 
Ela dublou Pebbles Flintstone em The Flintstone Comedy Show para Hanna-Barbera em 1980. Taylor também foi a voz de Baby Gonzo em Muppet Babies, Pac-Baby na série de televisão Pac-Man, entre outras personagens.
Ela também aparece na Princesas Disney Contos Encantados: Siga seus Sonhos ao lado de seus colegas de elenco dos Simpsons, Tress MacNeille e Frank Welker. Ela foi nomeada para um Emmy por seu trabalho de voz na série da PBS, Jakers! em 2006. Ela dublou uma bruxa em seu segundo filme do Scooby-Doo, Scooby-Doo! e o Rei dos Duendes. 

## Vida pessoal
Taylor foi casada com Wayne Allwine, a terceira voz de Mickey Mouse, de 1991 até sua morte em 18 de maio de 2009.   Ambos foram nomeados Disney Legends em 2008.

## Morte
Taylor morreu em 26 de julho de 2019 em sua casa em Glendale, Califórnia, aos 75 anos de idade.

## Filmografia

### Cinema
| Ano  | Título                                            | Função                                       | Notas                        |
| ---- | ------------------------------------------------- | -------------------------------------------- | ---------------------------- |
| 1980 | Os olhos privados                                 | Boneca                                       |                              |
| 1986 | Meu pequeno pônei: o filme                        | Glória da manhã, Rosedust, Skunk, Bushwoolie | Creditado como Russie Taylor |
| 1986 | The Adventures of the American Rabbit             | Mãe, cordeiro                                |                              |
| 1988 | Uma Cilada para Roger Rabbit                      | Minnie Mouse, Aves                           |                              |
| 1990 | Jetsons: o filme                                  | Fergie Furbelow                              |                              |
| 1990 | DuckTales the filme: o Tesouro da Lâmpada Perdida | Huguinho, Zezinho, Luizinho, Webby           |                              |
| 1990 | The Rescuers Down Under                           | Enfermeira mouse                             |                              |
| 1995 | Babe                                              | Duquesa o gato                               |                              |
| 1998 | Babe - O Porquinho Atrapalhado na Cidade          | A caniche cor-de-rosa, gato do coro          |                              |
| 1999 | Fantasia 2000                                     | Pato Daisy                                   | Gritar apenas                |
| 2005 | Pom Poko                                          | Otama                                        | Dub inglês                   |
| 2007 | Os Simpsons: o Filme                              | Martin Prince                                |                              |

### Televisão
| Year         | Title                                            | Role | Notes                                                                           |
| ------------ | ------------------------------------------------ | --- | ------------------------------------------------------------------------------- |
| 1980         | The World of Strawberry Shortcake                | Strawberry Shortcake                                                                                                  |                                                                                 |
| 1980–1982    | The Flintstone Comedy Show                       | Pebbles Flintstone, Cavemouse                                                                                         |                                                                                 |
| 1980–1982    | Heathcliff                                       | Barbie Winslow |                                                                                 |
| 1981–1989    | The Smurfs                                       | Smoogle |                                                                                 |
| 1981         | Strawberry Shortcake in Big Apple City           | Strawberry Shortcake                                                                                                  |                                                                                 |
| 1982         | Strawberry Shortcake: Pets on Parade             | Strawberry Shortcake                                                                                                  |                                                                                 |
| 1982         | The Little Rascals                               | Dolly |                                                                                 |
| 1982         | Christmas Comes to Pac-Land                      | Baby Pac |                                                                                 |
| 1982–1983    | Pac-Man                                          | Pac-Baby |                                                                                 |
| 1983         | Peter and the Magic Egg                          | Lollichop |                                                                                 |
| 1983         | Strawberry Shortcake: Housewarming Surprise      | Strawberry Shortcake                                                                                                  |                                                                                 |
| 1983         | Dungeons & Dragons                               | Amber the Fairie Dragon                                                                                               |                                                                                 |
| 1984         | Strawberry Shortcake and the Baby Without a Name | Strawberry Shortcake                                                                                                  |                                                                                 |
| 1984         | Strawberry Shortcake Meets the Berrykins         | Strawberry Shortcake, Strawberrykin                                                                                   |                                                                                 |
| 1984–1991    | Muppet Babies                                    | Gonzo, Camilla, Robin                                                                                                 |                                                                                 |
| 1985, 1994   | ABC Weekend Special                              | Hasy, Leota | Episode: "The Adventures of Teddy Ruxpin" Episode: "The Magic Flute"            |
| 1985         | Kissyfur                                         | Miss Emmy Lou, Beehonie, Toot, Cackle Sister, Donna                                                                   |                                                                                 |
| 1985         | Disney's Adventures of the Gummi Bears           | Madame Placebo |                                                                                 |
| 1986         | My Little Pony                                   | Rosedust, Cupcake, Morning Glory                                                                                      |                                                                                 |
| 1986         | Glo Friends                                      | Glo Cappy |                                                                                 |
| 1987         | Sport Goofy in Soccermania                       | Huey, Dewey, Louie, Grandma Duck                                                                                      | Special                                                                         |
| 1987         | Blondie and Dagwood                              | Cora Dithers, Mrs. Hannon                                                                                             |                                                                                 |
| 1987         | D-TV series                                      | Minnie Mouse, Dalmatian Puppies                                                                                       |                                                                                 |
| 1987–1988    | Little Clowns of Happytown                       | Ralphie | 18 episodes                                                                     |
| 1987–1988    | Yogi's Treasure Hunt                             | Penelope Pitstop and Candy Girl                                                                                       | Episode: "Snow White & The Seven Treasure Hunters" Episode: "The Greed Monster" |
| 1987–1990    | DuckTales                                        | Huey, Dewey, Louie, Webby                                                                                             |                                                                                 |
| 1988         | Totally Minnie                                   | Minnie Mouse |                                                                                 |
| 1988         | Scooby-Doo and the Ghoul School                  | Phantasma | Special                                                                         |
| 1988         | Superman                                         | Lana Lang (young) |                                                                                 |
| 1988         | Mickey's 60th Birthday                           | Minnie Mouse |                                                                                 |
| 1989–1990    | Dink, the Little Dinosaur                        | Squirt |                                                                                 |
| 1989         | Blondie & Dagwood: Second Wedding Workout        | Cora Dithers |                                                                                 |
| 1989–2019    | The Simpsons                                     | Lewis, Sherri, Terri, Wendell Borton, Martha Prince, Martin Prince, Uter Zorker, Dr. Hibbert's daughter, Sydney Swift |                                                                                 |
| 1990–1993    | Widget the World Watcher                         | Widget |                                                                                 |
| 1990         | Cartoon All-Stars to the Rescue                  | Gonzo, Huey, Dewey, and Louie                                                                                         |                                                                                 |
| 1990–1996    | What-A-Mess                                      | Esmeralda |                                                                                 |
| 1991–1993    | Mr. Bogus                                        | Brattus, Dust Bullies                                                                                                 |                                                                                 |
| 1992         | Capitol Critters                                 | Bluebird |                                                                                 |
| 1992–1994    | The Little Mermaid                               | Pearl's Mom |                                                                                 |
| 1993–1994    | Twinkle, the Dream Being                         | Nova |                                                                                 |
| 1993–1994    | Bonkers                                          | Missing Toon Kid |                                                                                 |
| 1993         | Hollyrock-a-Bye Baby                             | Baby Pebbles Flintsone                                                                                                | Television film                                                                 |
| 1993         | The Magic Paintbrush                             | Haley |                                                                                 |
| 1993         | Biker Mice from Mars                             | Weathermeister | Episode: "Chill Zone"                                                           |
| 1994–1995    | The Critic                                       | Penny Tompkins, Effeminate Kid                                                                                        |                                                                                 |
| 1994         | Aladdin                                          | Woman |                                                                                 |
| 1994         | A Flintstones Christmas Carol                    | Pebbles Flintsone | Special                                                                         |
| 1994–1995    | The Baby Huey Show                               | Momma |                                                                                 |
| 1995–1999    | Timon & Pumbaa                                   | Fairy |                                                                                 |
| 1995–1997    | What a Cartoon!                                  | Baby, Hard Luck Duck                                                                                                  |                                                                                 |
| 1995–1996    | The Hot Rod Dogs and Cool Car Cats               | Carbs, Jag |                                                                                 |
| 1996         | Quack Pack                                       | Helga Needlehofer |                                                                                 |
| 1998–present | The Magical World of Walt Disney                 | Minnie Mouse |                                                                                 |
| 1999         | The Wild Thornberrys                             | Inga |                                                                                 |
| 1999–2000    | Mickey Mouse Works                               | Minnie Mouse, Clara Cluck                                                                                             |                                                                                 |
| 2000–2001    | Buzz Lightyear of Star Command                   | Becky, Old Lady |                                                                                 |
| 2001–2003    | Disney's House of Mouse                          | Minnie Mouse, Clara Cluck, Fairy Godmother, Duchess, Fauna, Toothpaste Commercial Boy                                 |                                                                                 |
| 2001–02      | Shin Chan                                        | Various characters | Vitello dub                                                                     |
| 2003         | Kim Possible                                     | Rocket Booster #2 |                                                                                 |
| 2003–2004    | Clifford's Puppy Days                            | Mrs. Zablione, Tricsie                                                                                                |                                                                                 |
| 2003         | Mickeypalooza                                    | Minnie Mouse | Television special                                                              |
| 2003         | Pizza                                            | Herself |                                                                                 |
| 2003–2007    | Jakers! The Adventures of Piggley Winks          | Fernando "Ferny" Toro, Annie Winks, Mom                                                                               |                                                                                 |
| 2005         | Teen Titans                                      | Melvin, Timmy |                                                                                 |
| 2006–2016    | Mickey Mouse Clubhouse                           | Minnie Mouse, Quoodles                                                                                                |                                                                                 |
| 2011–2016    | Minnie's Bow-Toons                               | Minnie Mouse |                                                                                 |
| 2011–16      | Jake and the Never Land Pirates                  | Never Bird, Gilly, Hermit Crab                                                                                        |                                                                                 |
| 2012         | Sofia the First: Once Upon a Princess            | Fauna |                                                                                 |
| 2013         | Sofia the First                                  | Fauna, Cedric's Mother, Mrs. Higgins                                                                                  |                                                                                 |
| 2013         | Wheel of Fortune                                 | Minnie Mouse | Making Disney Memories Week                                                     |
| 2013–2019    | Mickey Mouse                                     | Minnie Mouse, Huey, Dewey, Louie                                                                                      |                                                                                 |
| 2016         | The Lion Guard                                   | Muhanga the Aardvark                                                                                                  |                                                                                 |
| 2017–2019    | Mickey and the Roadster Racers                   | Minnie Mouse |                                                                                 |
| 2018         | Rapunzel's Tangled Adventure                     | Florina, Lorb Guard                                                                                                   |                                                                                 |
| 2018         | OK K.O.! Let's Be Heroes                         | Phantasma | Episode: "Monster Party"                                                        |
| 2018         | DuckTales                                        | Young Donald Duck | Episode: "Last Christmas"                                                       |